# Mecynidis scutata
Mecynidis scutata är en spindelart som beskrevs av Rudy Jocqué och Nikolaj Scharff 1986. Mecynidis scutata ingår i släktet Mecynidis och familjen täckvävarspindlar.
Artens utbredningsområde är Tanzania. Inga underarter finns listade i Catalogue of Life.